# Recon (groupe)
Pour les articles homonymes, voir Recon.
Recon est un groupe de metalcore et punk hardcore straight-edge américain, originaire d'Albany, à New York. Le groupe publie son premier album studio Graves en 2006. Après sa signature au label Rise Records, il publie un second album intitulé Welcome to Viper City en 2008. Après une pause de cinq ans, le groupe revient en 2012, et publie un EP intitulé Hell.
Le groupe ne doit pas être confondu avec Recon, un groupe de power metal originaire de Californie, connu notamment pour l'album Behind Enemy Lines, publié en 1990.

## Biographie
Recon est formé en 2003 à Albany, à New York, dans l'État de New York. Le 7 juillet 2006, le groupe publie son premier album studio intitulé Graves, qui comprend un total de sept chansons. Ils effectuent une tournée à travers les États-Unis avec des groupes tels Thick As Blood, Palehorse, Emmure, The Miles Between, Farewell to Freeway, The Battlecat, Terror, Shai Hulud, Earth Crisis et Winds of Plague. En août 2007, Recon signe une entente avec le label Rise Records, et lance leur second album studio Welcome to Viper City en 2008. En 2009, le groupe se sépare d'Alex, et cherche un nouveau chanteur.
En février 2012, après cinq ans d'absence depuis la sortie de Welcome to Viper City en 2008, le groupe publie son premier single intitulé For Every Collar, A Leash, issue de leur EP à venir, intitulé Hell le 6 mars sur iTunes,. En mars 2016, le groupe annonce une réédition spéciale dixième anniversaire de leur premier album Graves en format vinyle. La réédition est annoncée pour juin 2016 et comprendra six chansons bonus démos/non publiées.

## Membres

### Membres actuels
- Alex Belisle - chant
- Mike Mulholland - guitare
- Jerry Raymond - basse
- Paul Dove - batterie

### Anciens membres
- Chris Roberts - chant
- Jeff Davis - batterie
- Ryan Viteusky - guitare
- Chris Slagel - guitare
- John Torn - basse
- Tony Diaz - guitare (2006-2008), basse (2004-2006)

## Discographie

### Albums studio
- 2006 : Graves
- 2008 : Welcome to Viper City
- 2016 : Graves (réédition)

### EP
- 2012 : Hell

### Démos
- 2004 : 04 Demo
- 2005 : Demo 2005
- 2006 : 2006 Promo